# Costeștii din Vale
Costestii din Vale là một xã thuộc hạt Dâmbovița, România. Dân số thời điểm năm 2002 là 3458 người.